# El botones Sacarino (serie de televisión)
El botones Sacarino es una serie española de televisión, emitida por La 1 de TVE, y basada en la historieta homónima creada por Francisco Ibáñez en los años 1960.

## Producción
El director fue José Antonio Escrivá, quien venía de escribir los guiones de la serie Manos a la obra, y ha intentado que el espectador sienta la misma esencia en la serie que en las historietas. También se realizaron efectos de animación y onomatopeyas para realzar la comicidad de los gags. Para conseguir la ambientación fue necesario un gasto de 55 millones de pesetas (330.000 euros) por episodio, de un total de 13, con lo que su presupuesto total fue de unos 715 millones (4,3 millones).
La letra y música de la serie fueron realizadas por el artista de rap DJKUN. Se trata de una canción “muy alegre, a la que aplicó una letra donde se muestra el maltratado en su trabajo y la sencillez de Sacarino”.

## Argumento
La serie, en tono humorístico, se centra en las peripecias de un botones torpe e inepto, pero de buen corazón que trabaja para Holding de Promociones, una antigua editorial convertida en una empresa de vanguardia. La acción se desarrolla 20 años después del momento representado por el cómic, con un Sacarino cercano a la cuarentena y nuevos amigos y compañeros de trabajo.
La estética exagerada, tanto en vestuario como en decoración, deudora del tebeo inicial, fue uno de los elementos característicos de la serie. Los episodios se iniciaban con un sketch que da paso a los títulos de crédito y se cierra con una pequeña tira de dibujos animados al estilo de las viñetas de Ibáñez.

## Audiencias
En su estreno, la serie alcanzó 3.527.000 espectadores, (20,7% de share), que descendieron a 2.626.000 (15% de share) en el segundo episodio.
.
La media de cuota de pantalla del total de la serie se situó en el 14'4%, lo que precipitó su retirada antes de que se hubiesen emitido todos los episodios grabados.

## Reparto
- Jorge Roelas... Sacarino
- Pep Guinyol... Presidente
- Ismael Abellán... Director
- Nuria González... Tatú
- Olvido Gara... Dorita
- José Luis López Vázquez... Don Octavio
- Daniela Cardone... Chusi-Chusi
- Maribel Casany... Dulce
- Lina Mira... Matilde
- Teté Delgado... Clotilde
- Salvador Melgares... Yoyo
- Borja Voces... Albertito.com
- Lolita Flores... Bego

## Ficha técnica
- Dirección: José Antonio Escrivá.
- Guiones: Javier Miñón y Carlos Muriana.
- Productor ejecutivo: Antonio Pozueco.
- Dirección Artística: Pepón Sigler.
- Diseño de vestuario: María Eugenia Escrivá.
- Director de Fotografía: Antonio Recio Beladiez

## Listado de episodios (y actores invitados)
La serie contó semanalmente con al menos un artista invitado.
- Episodio 1: Un botones muy fino
  - Lolita Flores
- Episodio 2: Don Octavio se manifiesta
  - Juan y Medio
  - Francisco Ibáñez
  - Cartoons
- Episodio 3: Los trucos de Truqui
  - José Sancho
- Episodio 4: El holding fantasma
  - Ferrán Botifoll
  - Paco Maestre
  - Pepín Tre
- Episodio 5: Sor Cacao
  - Marta Fernández Muro
  - Carmen Machi
  - Amparo Valle
  - Rosanna Walls
- Episodio 6: Micción imposible
  - Mario Arias
  - Jesús Calvo
  - Belise Domínguez
  - José Ramón Iglesias
  - Jesús Lucas
  - Sebastián Martín
  - Manuel Mata
  - Craig Stevenson
- Episodio 7: Sayonara Sacarino
  - Arévalo
  - Tony Lam
- Episodio 8: Gordas como nosotras
  - Eloy Arenas
  - Ana Frau
  - Berta Ojea
  - Javier Coll
- Episodio 9: Ozú, candidatura olímpica
  - Paco Vegara
  - Triana Pura
- Episodio 10: Tongo Mondongo
  - Emilio Buale
  - Javivi
- Episodio 11: La deuda fantasma
  - Carmen Conesa
- Episodio 12: Don Octavio, ¿está usted ahí?
  - Enrique Villén
- Episodio 13: La boda es una tómbola
  - Fernando Albizu
  - María José del Valle